# Alegoría de la Fe
Alegoría de la Fe (en neerlandés: Allegorie op het geloof) es un cuadro realizado por el pintor neerlandés Johannes Vermeer. Mide 114,3 cm de alto y 88,9 cm de ancho, y está pintado al óleo sobre lienzo. Data aproximadamente de 1670 y se encuentra en el Metropolitan Museum of Art, en Nueva York (n.º 32.100.18).

## Historia

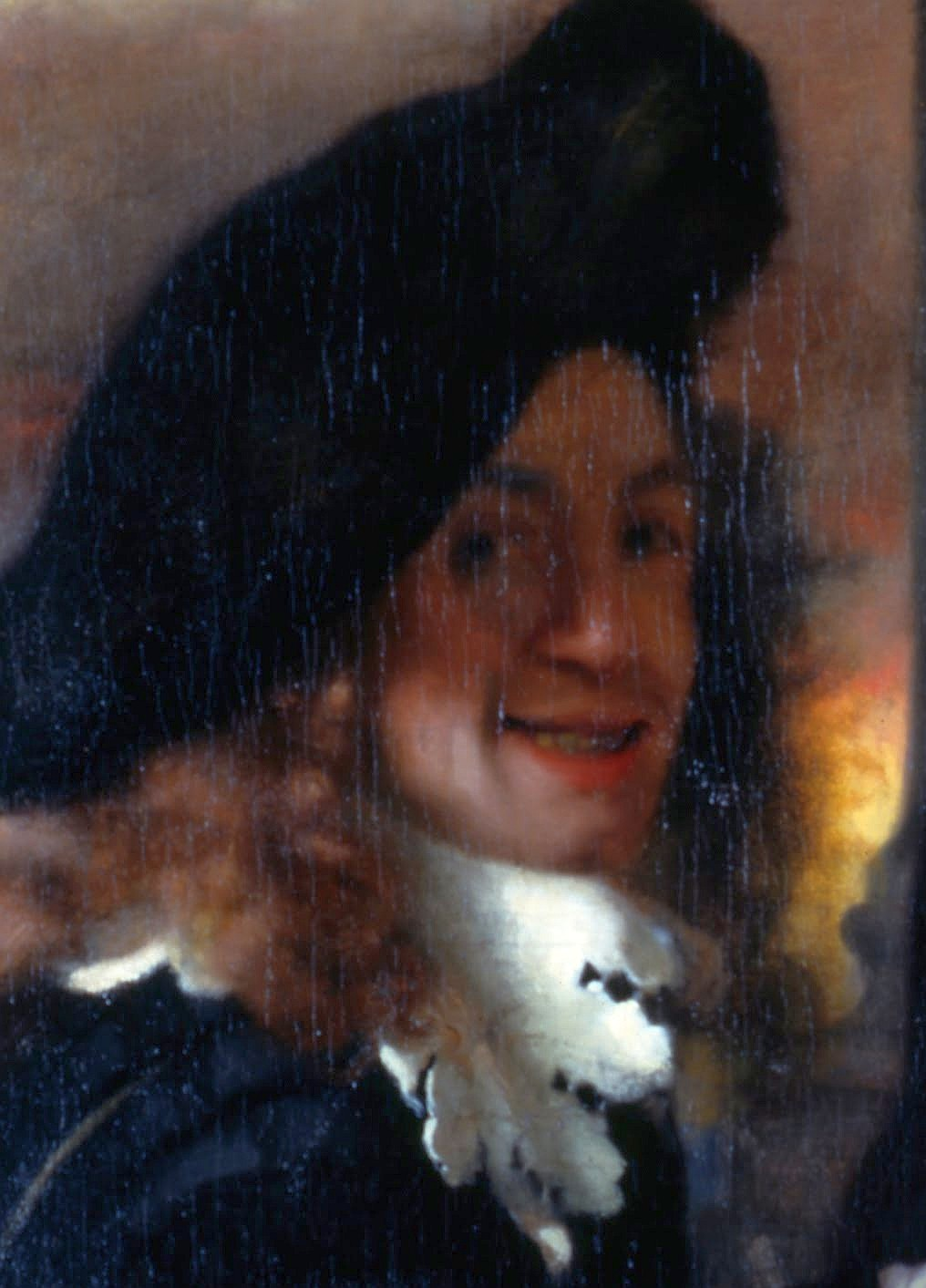
Johannes Vermeer

Johannes Vermeer van Delft (1632-1675) fue un pintor barroco, perteneciente al llamado Siglo de Oro neerlandés. Aunque hoy en día está considerado uno de los más grandes artistas holandeses del siglo XVII —después de Rembrandt—, en vida su fama fue escasa. Ingresó en el gremio de pintores de su ciudad, Delft, en 1653. Durante su carrera pintó apenas entre 35 y 40 cuadros, lo que hace suponer que fue una actividad secundaria y se dedicó a alguna otra profesión. Se sabe que pasó algunas penurias económicas durante su vida. En su producción se centró especialmente en las escenas de género, en ambientaciones domésticas, con personajes de su tiempo ocupados en sus quehaceres diarios. Son obras de gran colorido —con preponderancia del amarillo, el azul y el gris— y de intensa luminosidad.
Esta obra fue subastada en 1699 en Ámsterdam con el n.º 25 de la subasta H. van Swol, con la descripción «Mujer sentada, con un segundo significado, referente al Nuevo Testamento; de Vermeer». Fue vendida por 400 florines. A finales del siglo XIX pertenecía al anticuario Wächtler, de Berlín, quien la había adquirido en Viena. De 1899 a 1928 estuvo expuesta en el Mauritshuis de La Haya. Posteriormente perteneció al comerciante F. Kleinberger, de París, quien la vendió en 1928 a M. Friedsman; este último la cedió en 1931 al Metropolitan Museum.

## Descripción
La Alegoría de la Fe fue una de las últimas obras de Vermeer y, pese al empeño puesto en su realización, el resultado no fue del todo satisfactorio, especialmente en la figura femenina. Probablemente el artista no se sentía cómodo en el género de la alegoría, donde en esa época se desarrollaban sobremanera los artificios barrocos, en comparación con el naturalismo de las obras precedentes del pintor.
El tema del cuadro es una alegoría de la fe católica. Su esposa era católica y posiblemente él se convirtió a esta religión en los últimos años de su vida. La referencia iconográfica del cuadro la tomó probablemente de la Iconología de Cesare Ripa (1593), donde se describe la Fe de la siguiente manera:

La Fe se representa con una dama sentada que sostiene en la mano derecha un Cáliz y pone la izquierda sobre un Libro colocado en una sólida Piedra angular —es decir, Cristo—, y los pies sobre el globo terráqueo. Viste seda azul y un sobreveste carmín. Bajo la piedra yacen una serpiente aplastada y la Muerte con las flechas quebradas; cerca, una manzana alusiva al Pecado. A espaldas de la mujer, cuelga de un clavo la Corona de espinas, que no requiere aclaración. Al fondo, una representación de Abraham ocupado en el sacrificio de su hijo.

Pese a todo, Vermeer hizo algunas variaciones a esta descripción: el Cáliz y la Biblia se apoyan sobre una mesa, no sobre la Piedra, a la que añade además un crucifijo; la Piedra angular está aplastando a la serpiente, junto a la manzana del Pecado; en el fondo, en vez del Sacrificio de Abraham, hay una Crucifixión, posiblemente inspirada en una obra de Jordaens que fue propiedad de Vermeer (actualmente en la Fundación Terningh, Amberes). El artista añade además a la escena, en el costado izquierdo, una cortina de manufactura gobelina y una silla vacía, dos motivos habituales en sus composiciones; el suelo es de ajedrezado blanco y negro. La figura femenina lleva un vestido blanco con una capa azul, collar y el pelo recogido en un moño decorado con perlas. Esta figura ha sido criticada por varios historiadores del arte, quienes la ven desproporcionada; según Ludwig Goldscheider presenta una postura «indecente», ya que es la misma que la Borracha de Jan Steen.